# Prieuré de Vaucluse
Le prieuré de Vaucluse est un ancien édifice religieux situé à Vaucluse, dans le département français du Doubs. Le lieu est depuis 2003 une propriété privée.

## Localisation
Le prieuré est situé au cœur du petit village de Vaucluse, niché dans une cuvette en surplomb de la vallée du Dessoubre, d'où son nom Valclusa-Vaucluse.

## Histoire
En l'an 520 des religieux de l’abbaye territoriale de Saint-Maurice d'Agaune édifient le monastère de Vaucluse qui en 870 est assigné en partage à Louis le Germanique. La région traverse alors une ère d’instabilité ponctuée d'invasions (?) des Vikings, des Sarrasins ; c'est un temps de pillage et de famine.
En 1096  le monastère est uni à l’Église de Besançon puis, en 1107, il est cédé à l’Ordre de Cluny par le pape Pascal II et Thiébaud seigneur de Rougemont. Cette donation est de nouveau confirmée le 12 janvier 1205 par le pape Innocent III.
Il reçoit le titre de prieuré en 1124. En 1685 Louis XV décide les revenus de Vaucluse, mais bientôt la Révolution participe à sa destruction partielle et en 1793 le transforme en prison.
Jusqu’en 1845 une partie des bâtiments est occupée par une fabrique de toile et de tissus, puis sert d’ateliers de menuiserie, d’horlogerie, de fabrique d’allumettes, de pains d’épice…
En 1922 l'abbé Guyot, le curé de Belleherbe, petite commune voisine, restaure le prieuré et, en 1923, avec le concours des sœurs de la Charité de Besançon, le transforme en école ménagère agricole qui fera place à un centre médico-professionnel en 1955.
Une première direction laïque est mise en place en 1987 et le retrait définitif des sœurs de la Charité dans la gestion de l’établissement a lieu en 2003.

## Paroisses du prieuré
Les paroisses dépendantes de Vaucluse étaient : Dampjoux, Provenchère, Saint-Maurice, Chamesey, Soulce, Dampierre-sur-le-Doubs, Dannemarie, La Chapelle du château de Montjoie, Pierrefontaine-les-Varans, La Grange, Rosureux, la Rochotte, Easbey, Charmoille et Belleherbe.